# Гутін Юрій Анатолійович
Гутін Юрій Анатолійович (*28 серпня 1928, Херсонська область) — російський письменник, сценарист.

## Біографія
Народився 28 серпня 1928 р. в Херсонській області. Закінчив Каспійське вище військово-морське училище ім. С. М. Кірова (1950), Літературний інститут імені Максима Горького (1961) та Вищі сценарні курси (1962).
З 1967 року — редактор, старший редактор Головної редакції літературно-драматичного мовлення Всесоюзного радіо. Багато радіоспектаклів, створених за його участі, відзначені грамотами та дипломами. Лауреат Всесоюзного конкурсу на найкращу радіоп'єсу.
Співавтор сценарію фільму «Бухта Олени» (1963).